# 新日本熱学
新日本熱学（しんにほんねつがく）は、福岡県北九州市戸畑区に本社を置く、製鉄・化学・エネルギーなどのプラントの建設・メンテナンスを行なうエンジニアリング業の会社である。

## 概要
1935年（昭和10年）4月創業。当時の商号はスラッグウール工業所であったが、1998年（平成10年）、大紀熱工業株式会社との合併を機に新日本熱学株式会社と社名変更した。事業としては保温・保冷工事、鉄工・配管・機械器具設置工事などを行う。特徴として、断熱工事と鉄工工事を両方とも手掛けることが挙げられる。

## 沿革
- 1935年（昭和10年）4月 - 福岡県八幡市（現・北九州市）に合名会社スラッグウール工業所として設立。
- 1949年（昭和24年）10月 - 株式会社スラッグウール工業所に組織変更。
- 1979年（昭和54年）6月 - 新日本製鐵化学工業株式会社（現日鉄ケミカル&マテリアル株式会社）が資本参加。資本金8000万円に増資。
- 1991年（平成3年）4月 - 大紀熱工業株式会社に資本参加。
- 1998年（平成10年）7月 - 大紀熱工業株式会社と合併。新日本熱学株式会社と商号変更。資本金3億8000万円に増資。
- 2005年（平成17年）12月 - ニチアス株式会社のグループ会社となる。
- 2015年（平成27年）4月 - 会社創業80周年、ニチアスグループ10周年を迎える。
- 2025年（令和7年）4月 - 会社創業90周年、ニチアスグループ20周年を迎える。

## 事業所
- 本社・九州支店 - 福岡県北九州市戸畑区中原先の浜46-80
- 黒崎事業所 - 福岡県北九州市八幡西区黒崎城石1-2　三菱ケミカル九州事業所構内
- 戸畑事業所 - 福岡県北九州市戸畑区飛幡町1-1　日本製鉄八幡製鉄所戸畑構内
- 中原事業所 - 福岡県北九州市戸畑区中原先の浜46-80　日鉄ケミカル&マテリアル九州製造所内
- 大分事業所 - 大分県大分市大字中の洲3　NSスチレンモノマー構内
- 倉敷事業所 - 岡山県倉敷市松江4丁目9-1　三菱ケミカル保全センター内
- 東京支店 - 東京都大田区蒲田5丁目29-6　Kamata INA Building
- 君津事業所 - 千葉県君津市君津1　日本製鉄君津製鉄所構内
- 川崎事業所 - 神奈川県川崎市川崎区浮島町6-1　JXTGエネルギー川崎製油所内
- 京葉事業所 - 千葉県市原市五井海岸10　旭硝子千葉工場構内
- 千葉事業所 - 千葉県市原市千種海岸1　JXTGエネルギー千葉製油所構内
- 大阪支店 - 大阪府大阪市中央区南本町4-2-20
- 堺事業所 - 大阪府堺市西区築港浜寺町1　JXTGエネルギー堺製油所内
- 和歌山事業所 - 和歌山県有田市初島町浜脇本1063